# Campomanesia terminalis
Campomanesia terminalis là một loài thực vật có hoa trong Họ Đào kim nương. Loài này được (Vell.) Mattos mô tả khoa học đầu tiên năm 1970.